# Академія ВСБ в Варшаві
Академія ВСБ в Варшаві (пол. Akademia WSB w Warszawie), раніше Вшехніца Польська Школа Вища в Варшаві, Вшехніца Польська Вища Школа Товариства Знань в Варшаві — приватний навчальний заклад у Варшаві, вписаний до реєстру приватних навчальних закладів під номером 195, впроваджений Міністром Науки i Вищої Освіти Польщі. Університет спеціалізується в галузі соціальних і гуманітарних наук на двох освітніх рівнях: I рівня — бакалавр/інженер на денній та заочній формі навчання, а також II рівня –  магістратура на заочній формі навчання.

## Історія
Вшехніца Польська Школа Вища у Варшаві розпочала свою діяльність у 2001 році. Навчальний заклад продовжує традицію освітніх цінностей, якими вирізнялась програма міжвоєнного  Вільного Польського Університету, а також повоєнна діяльність Товариства Знань. З 2010 року навчальний заклад отримав повноваження до навчання на магістерському рівні на факультетах Педагогіка i Філологія, а в 2013 таку можливість отримали студенти факультетів Внутрішньої Безпеки та Фінансів i бухгалтерії. Протягом своєї п'ятнадцятирічної діяльності навчальний заклад скінчили більше 7000 випускників на I i II навчальному рівні, а також факультету післядипломного навчання. 1 серпня 2025 року університет об'єднався з Aкадемією WSB.

## Структура
Вшехніца Польська Школа Вища в Варшаві здійснює навчання в рамах Інституту Адміністрації і Фінансів, а також Інституту Філології та Педагогіки, які знаходяться в Палаці Культури і Науки в Варшаві. Університет також має власний корпус в Варшаві, на вул. Кармеліцка 10.

## Діяльність
Прийом абітурієнтів на навчання відбувається без вступних іспитів. Протягом всього  навчального процесу студенти вивчають іноземні мови (англійську, іспанську, німецьку або російську), а також інформатику. Для іноземців впроваджені курси польської мови та культури.

## Факультети
- Адміністрація
- Внутрішня Безпека
- Косметологія
- Національна Безпека
- Охорона суспільного здоров'я
- Педагогіка
- Філологія
- Фінанси і Бухгалтерія

## Післядипломне навчання
Післядипломне навчання дає можливість вдосконалення або здобуття нових вмінь і кваліфікацій в багатьох спеціальностях. Навчання триває два або три семестри. Пропозиція призначена особам з дипломом бакалавра або магістра.

## Міжнародний обмін
З 2007 року Вшехніца Польська Школа Вища в Варшаві застосовує Європейську Кредитно-Трансферну Систему Оцінок (англ. ECTS, European Community Course Credit Transfer System), беручи участь в обміні студентів та працівників в програмах Erasmus, а з 2014 року діє в рамах програми Erasmus+. Також університет бере участь в Науково-Стипендіальн рамах Стипендіальному Фонді FSS.